# Palindrom
Palindróm je beseda, fraza, število ali katerokoli zaporedje enot (npr. zaporedja DNA), ki imajo to lastnost, da se berejo z obeh strani enako. Pri tem so lahko presledki tudi drugače postavljeni in se ne upoštevajo. Beseda »palindrom« je starogrškega izvora: palin - nazaj + dromos - dirkališče.

## Zgledi

### Slovenščina
- Ana
- ata
- celec
- cepec
- ded
- dovod
- iti
- jej
- joj
- kajak
- kisik
- Kuk
- lagal
- legel
- lezel
- maram
- neradodaren
- nežen
- oko (ki je palindrom tudi v angleščini: eye)
- omilimo
- ono
- potop
- radar
- Reber
- rotor
- širiš
- tat
- topot
- vrv

- Ali se bo Ana obesila?
- Ali se bo Gordana na drog obesila?
- Osem opitih hiti po meso.
- Ema, zakaj ni vinjaka zame?
- Perica reže raci rep.
- Edo suče meč usode.
- cesar prasec
- Matej je tam
- Tolpa natika kita na plot.
- klovn in volk
- Bo kaj sena danes, Jakob?
- Hudir bo dobri duh.
- V elipsi spi lev.
- Kapelniki že ne vedo ali bo dama dobila od Eve Nežikin lepak.
- O, Benčina, nič ne bo!
- Peter pazi se, če si za pretep!

### Angleščina
- race car
- A man, a plan, a canal - Panama!
- civic (model Honde)

### Hrvaščina
- oko
- Ana voli Milovana
- Evo Jove!
- Idi vidi!
- Na Limu Milan!
- Perica reže raci rep
- Ovo je muka, kume Jovo
- Udovica baci vodu

### Inuitščina
- qajaq: »kajak«.

### Latinščina
Stavek Sator Arepo Tenet Opera Rotas je palindrom, hkrati pa je tudi besedni magični kvadrat.

### Srbščina
- Na sebe je besan!

### Ruščina
- А роза упала на лапу Азора. (In vrtnica je padla na roko Azorov.)
- Я ем змея (Jem kačo.)

### Najdaljši palindromni stavek na svetu
Da bi proslavili 20:02 02/20 2002 palindromni dan je Peter Norvig napisal tega dne s pomočjo računalnika najdaljši palindromni stavek na svetu dolg 17.259 besed. Gl. tudi .

### vangleščini
- http://abitheone.blogspot.com/2005/07/palindromic-pal.html
- Filozofija: A Palindrome: Conscious Living Creatures as Instruments of Nature; Nature as an Instrument of Conscious Living Creatures